# Todd Pearson
Todd Pearson (n. 25 noiembrie 1977, Geraldton⁠(d), Australia de Vest, Australia) este un înotător ce a reprezentat Australia, medaliat olimpic. A participat la 2 ediții ale Jocurilor Olimpice (2000, 2004) în care a câștigat 3 medalii de aur și două medalii de argint.